# Venant Bacinoni
Venant Bacinoni (* 20. Februar 1940 in Kirisi; † 23. Juli 2022 in Bururi) war ein burundischer Geistlicher, Hochschullehrer, Rektor und römisch-katholischer Bischof von Bururi.

## Leben
Venant Bacinoni besuchte ab 1953 das Knabenseminar von Megera im Erzbistum Gitega. Von 1959 studierte er Philosophie am interdiözesanen Priesterseminar von Burasira im Bistum Ngozi und von 1962 bis 1965 Katholische Theologie am Priesterseminar Saint Curé d'Ars. Am 20. April 1965 empfing er das Sakrament der Priesterweihe für das Bistum Bururi. 1965 schloss sich ein weiteres Studium der Philosophie und Geschichte an der Universität von Burundi in Rumuri an. Von 1966 bis 1971 studierte er in Rom an der Päpstlichen Universität Urbaniana (Lizenziat in Theologie) und an der Päpstlichen Universität Gregoriana (Lizenziat in Biblischer Theologie).
Er war Pfarrvikar in der Kathedrale von Bururi (1971–1972) und Lehrer für Neues Testament und Dogmatik am interdiözesanen Hauptseminar von Bujumbura (1972–1976). Nach einem Doktoratsstudium in Biblischer Theologie an der Gregoriana (1976–1982) lehrte er als Professor für Neues Testament und biblisches Griechisch am interdiözesanen Hauptseminar von Bujumbura. Zudem war er von 1982 bis 1984 Generalsekretär der Bischofskonferenz von Burundi. Er war Rektor des interdiözesanen Priesterseminars von Burasira (1985–1993), Rektor des interdiözesanen Priesterseminars Jean-Paul II von Gitega (1994–1998) und Professor für Neues Testament am Priesterseminar Jean-Paul II (1998–2001).
Ab 2001 war er neben seiner Lehrtätigkeit in Gitega Leiter des burundischen Bibelübersetzungsdienstes und Mitglied der bischöflichen Kommission für die neue burundische Übersetzung des Messbuchs sowie Mitglied des Verwaltungsrats der Burundischen Bibelgesellschaft.
Am 25. Juni 2007 ernannte ihn Papst Benedikt XVI. zum Bischof von Bururi. Der Erzbischof von Bujumbura, Evariste Ngoyagoye, spendete ihm am 8. September desselben Jahres die Bischofsweihe; Mitkonsekratoren waren der Erzbischof von Gitega, Simon Ntamwana, und der Bischof von Bubanza, Jean Ntagwarara. Im Kabuye-Stadion in Bururi nahmen die höchsten staatlichen Autoritäten, darunter der Präsident der Republik Pierre Nkurunziza, Vizepräsident Martin Nduwimana, die ehemaligen Regierungschefs Jean-Baptiste Bagaza, Pierre Buyoya, Sylvestre Ntibantunganya und Domitien Ndayizeye, sowie weitere Vertreter burundischer Behörden und Delegationen aus den Nachbarländern Tansania, Ruanda und der Demokratischen Republik Kongo an der Weihe teil. Präsident Nkurunziza dankte für die Ernennung und forderte Bischof Bacinoni auf, sich für den Frieden in Burundi einzusetzen.
Papst Franziskus nahm am 15. Februar 2020 seinen altersbedingten Rücktritt an.
Venant Bacinoni starb am 23. Juli 2022 im Alter von 82 Jahren in der St.-Josephs-Klinik in Bururi.